# Arlette Claudine Kpèdétin Dagnon Vignikin
Arlette Claudine Kpèdétin Dagnon Vignikin (Ouidah, 17 de noviembre de 1951 - Dahomey, 6 de marzo de 2017) fue una diplomática de carrera beninesa.
Arlette Dagnon Vignikin es casada y madre de tres niños, es la única mujer embajador de Benín destinados en el extranjero.
Tiene un título de "Diplôme d'Etudes Supérieures Spécialisées (DESS)" en Derecho internacional.
Ministra Plenipotenciario de Relaciones Exteriores de la terminal de grado.
Antes de asumir su puesto actual, Arlette Dagnon Vignikin sirvió altas responsabilidades en el Ministerio de Relaciones Exteriores, así como en Benin's Misiones diplomáticas en el exterior: Jefe del Departamento de América, Ministra Consejera y Encargada de Negocios de la Embajada de Benín en la República Popular de China y en la Embajada de Benín en Francia.
En agosto de 2008 fue designado Embajadora Extraordinaria y Plenipotenciaria de la República de Benín a Dinamarca con jurisdicción sobre los demás países escandinavos, los países bálticos y la República de Islandia. El 12 de febrero de 2009 fue acreditado ante el gobierno de Noruega en Oslo.1 El 30 de abril de 2009 fue acreditado ante el gobierno de Estonia en Tallin.
El 12 de febrero de 2009 fue acreditado ante el gobierno de Noruega en Oslo

| Predecesor:                   | Encargada de negocios beninesa en Beijing                     | Sucesor: Sedozan Apithy      |
| Predecesor:                   | Encargada de negocios benínera en Madrid 3 de febrero de 1998 | Sucesor: André-Guy Ologoudou |
| Predecesor: Edgar Yves Monnou | Embajadora beninesa en Copenhague 12 de febrero de 2009       | Sucesor:                     |